# Pargo-taiwanês
O pargo-taiwanês (Argyrops bleekeri), é uma espécie de peixe subtropical nativo do Oceano Pacífico. A espécie foi descrita em 1927 por Masamitsu Ōshima, um ictiólogo japonês, que foi um dos principais ictiólogos responsáveis em descrever várias espécies de peixes do Pacífico Norte.
O pargo-taiwanês tem o costume de viver próximo de costões rochosos, pois suas principais presas, como pequenos peixes e crustáceos, costumam a viver entre tocas e cavernas próximas dessas áreas. Por viver próximo a costa, é uma espécie muito pescada pela pesca artesanal, pois é um peixe muito apreciado na culinária do nordeste asiático.
Essa espécie é nativa do Oceano Pacífico, preferindo águas subtropicais, podendo ser encontrado ao longo da costa de Taiwan para o Japão até Queensland, na Austrália.